# Ombrée d'Anjou
Ombrée d'Anjou est depuis le 15 décembre 2016, une commune nouvelle française, située dans le département de Maine-et-Loire, en région Pays de la Loire.

## Géographie

### Localisation
| Senonnes (Mayenne), Eancé (Ille-et-Vilaine), Martigné-Ferchaud (Ille-et-Vilaine), Villepot (Loire-Atlantique) | Saint-Erblon (Mayenne), Congrier (Mayenne), Renazé (Mayenne) | La Boissière (Mayenne)                              |
| Carbay, Armaillé                                                                                              | Ombrée d'Anjou                                               | Bouillé-Ménard, Bourg-l'Évêque, Segré-en-Anjou Bleu |
| Juigné-des-Moutiers (Loire-Atlantique), La Chapelle-Glain (Loire-Atlantique)                                  | Challain-la-Potherie                                         | Loiré                                               |

### Climat
Pour des articles plus généraux, voir Climat des Pays de la Loire et Climat de Maine-et-Loire.
En 2010, le climat de la commune est de type climat océanique altéré, selon une étude du CNRS s'appuyant sur une série de données couvrant la période 1971-2000. En 2020, Météo-France publie une typologie des climats de la France métropolitaine dans laquelle la commune est exposée à un climat océanique et est dans la région climatique  Bretagne orientale et méridionale, Pays nantais, Vendée, caractérisée par une faible pluviométrie en été et une bonne insolation. 
Pour la période 1971-2000, la température annuelle moyenne est de 11,4 °C, avec une amplitude thermique annuelle de 13,7 °C. Le cumul annuel moyen de précipitations est de 752 mm, avec 12 jours de précipitations en janvier et 6,5 jours en juillet. Pour la période 1991-2020, la température moyenne annuelle observée sur la station météorologique installée sur la commune est de 12,4 °C et le cumul annuel moyen de précipitations est de 724,2 mm,. Pour l'avenir, les paramètres climatiques de la commune estimés pour 2050 selon différents scénarios d'émission de gaz à effet de serre sont consultables sur un site dédié publié par Météo-France en novembre 2022.
| Mois                                  | jan.          | fév.          | mars          | avril         | mai           | juin        | jui.          | août         | sep.          | oct.          | nov.          | déc.          | année     |
| ------------------------------------- | ------------- | ------------- | ------------- | ------------- | ------------- | ----------- | ------------- | ------------ | ------------- | ------------- | ------------- | ------------- | --------- |
| Température minimale moyenne (°C)     | 2,7           | 2,5           | 4,2           | 5,9           | 8,8           | 12,2        | 13,7          | 13,5         | 11,5          | 9,2           | 6,1           | 3,6           | 7,8       |
| Température moyenne (°C)              | 5,6           | 6             | 8,6           | 11,3          | 14,3          | 17,6        | 19,7          | 19,4         | 17            | 13,3          | 9,3           | 6,4           | 12,4      |
| Température maximale moyenne (°C)     | 8,4           | 9,5           | 13            | 16,7          | 19,7          | 23          | 25,7          | 25,3         | 22,5          | 17,3          | 12,4          | 9,3           | 16,9      |
| Record de froid (°C) date du record   | −8 07.01.09   | −9,5 12.02.12 | −4,1 01.03.18 | −3,1 04.04.22 | 0 06.05.19    | 5 01.06.15  | 7,1 24.07.11  | 6,5 29.08.09 | 1,7 26.09.10  | 0,2 31.10.12  | −4,5 30.11.10 | −7,3 16.12.09 | −9,5 2012 |
| Record de chaleur (°C) date du record | 15,6 24.01.16 | 18,9 27.02.19 | 22,7 30.03.17 | 27,3 20.04.18 | 30,5 24.05.10 | 39 18.06.22 | 40,9 18.07.22 | 38 07.08.20  | 35,3 09.09.23 | 30,3 02.10.23 | 20,6 07.11.15 | 17,4 19.12.15 | 40,9 2022 |
| Précipitations (mm)                   | 76,9          | 59,6          | 51            | 52,9          | 55            | 50,6        | 43,5          | 43,7         | 57,1          | 71,5          | 79,3          | 83,1          | 724,2     |

## Urbanisme

### Typologie
Au 1er janvier 2024, Ombrée d'Anjou est catégorisée bourg rural, selon la nouvelle grille communale de densité à sept niveaux définie par l'Insee en 2022.
Elle appartient à l'unité urbaine d'Ombrée d'Anjou, une unité urbaine monocommunale constituant une ville isolée,. Par ailleurs la commune fait partie de l'aire d'attraction de Segré-en-Anjou Bleu, dont elle est une commune de la couronne,. Cette aire, qui regroupe 6 communes, est catégorisée dans les aires de moins de 50 000 habitants,.

## Toponymie
Le terme d'« Ombrée » traduit le fait que la nouvelle commune d'Anjou est situé à la lisière de la Bretagne.
Majoritairement, on retrouvait ce nom d'Ombrée, de Verzée, de Marches et de Portes entre Anjou et Bretagne. Finalement après en avoir effacé certains, après avoir voté trois fois c'est Ombrée-d'Anjou qui a été retenu. Ombrée comme la Forêt d'Ombrée du même nom, qui fait le lien entre les différents pôles du territoire.

## Histoire
La commune est créée le 15 décembre 2016. Elle est née de la fusion des communes La Chapelle-Hullin, Chazé-Henry, Combrée, Grugé-l'Hôpital, Noëllet, Pouancé, La Prévière, Saint-Michel-et-Chanveaux, Le Tremblay et Vergonnes.

## Politique et administration

### Administration municipale
| Période          | Période                    | Identité         | Étiquette | Qualité |
| ---------------- | -------------------------- | ---------------- | --------- | --- |
| 15 décembre 2016 | 28 mai 2020                | Marie-Jo Hamard  | LR        | Comptable notariale Conseillère départementale de Segré (2015 → ) Vice-présidente du conseil départemental (2015 → ) Vice-présidente d'Anjou Bleu Communauté (2017 → 2020) Ancien maire de Saint-Michel-et-Chanveaux (1995 → 2016) |
| 28 mai 2020      | En cours (au 31 août 2020) | Pierrick Esnault | DVD       | Référent territorial Premier adjoint au maire (2016 → 2020) Vice-président d'Anjou Bleu Communauté (2017 → ) Maire délégué de Grugé-l'Hôpital (2020 → )                                                                            |

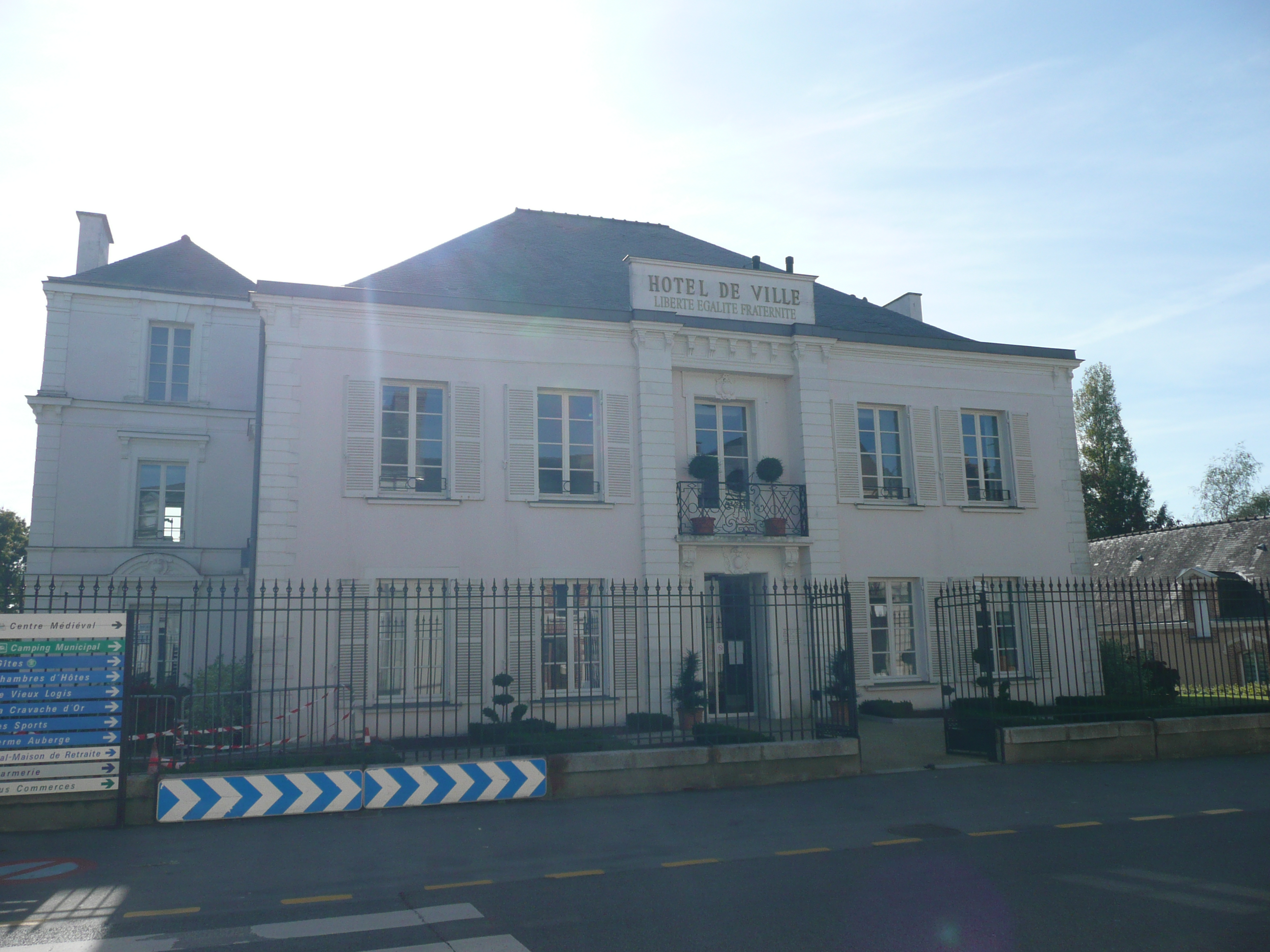
L'hôtel de ville de Pouancé.

Depuis les élections municipales de 2020, le conseil municipal est composé de 47 sièges. Avant cette date, la commune nouvelle était administrée par un conseil municipal constitué de l'ensemble des membres des conseils municipaux des dix anciennes communes.

### Communes déléguées
| Nom                       | Code Insee | Intercommunalité                   | Superficie (km2) | Population (dernière pop. légale) | Densité (hab./km2) |
| ------------------------- | ---------- | ---------------------------------- | ---------------- | --------------------------------- | ------------------ |
| Pouancé (siège)           | 49248      | CC de la Région de Pouancé-Combrée | 48,97            | 3 120 (2014)                      | 64                 |
| La Chapelle-Hullin        | 49073      | CC de la Région de Pouancé-Combrée | 9,79             | 135 (2014)                        | 14                 |
| Chazé-Henry               | 49088      | CC de la Région de Pouancé-Combrée | 19,87            | 832 (2014)                        | 42                 |
| Combrée                   | 49103      | CC de la Région de Pouancé-Combrée | 24,16            | 2 845 (2014)                      | 118                |
| Grugé-l'Hôpital           | 49156      | CC de la Région de Pouancé-Combrée | 15,71            | 284 (2014)                        | 18                 |
| Noëllet                   | 49226      | CC de la Région de Pouancé-Combrée | 15,40            | 426 (2014)                        | 28                 |
| La Prévière               | 49250      | CC de la Région de Pouancé-Combrée | 7,24             | 244 (2014)                        | 34                 |
| Saint-Michel-et-Chanveaux | 49309      | CC de la Région de Pouancé-Combrée | 27,67            | 406 (2014)                        | 15                 |
| Le Tremblay               | 49354      | CC de la Région de Pouancé-Combrée | 22,97            | 355 (2014)                        | 15                 |
| Vergonnes                 | 49366      | CC de la Région de Pouancé-Combrée | 10,38            | 319 (2014)                        | 31                 |

## Population et société

### Démographie

#### Évolution démographique
L'évolution du nombre d'habitants est connue à travers les recensements de la population effectués dans la commune depuis sa création.

En 2022, la commune comptait 8 811 habitants, en évolution de −2,24 % par rapport à 2016 (Maine-et-Loire : +2,12 %, France hors Mayotte : +2,11 %).
| 2015  | 2016  | 2017  | 2022  |
| ----- | ----- | ----- | ----- |
| 8 988 | 9 013 | 8 998 | 8 811 |

#### Pyramide des âges
La population de la commune est relativement âgée. En 2018, le taux de personnes d'un âge inférieur à 30 ans s'élève à 34,0 %, soit un taux inférieur à la moyenne départementale (37,2 %). À l'inverse, le taux de personnes d'un âge supérieur à 60 ans (29,5 %) est supérieur au taux départemental (25,6 %).
En 2018, la commune comptait 4 463 hommes pour 4 499 femmes, soit un taux de 50,20 % de femmes, inférieur au taux départemental (51,37 %).
Les pyramides des âges de la commune et du département s'établissent comme suit :
| Hommes | Classe d’âge | Femmes |
| ------ | ------------ | ------ |
| 1,2    | 90 ou +      | 3,2    |
| 9,2    | 75-89 ans    | 12,9   |
| 15,8   | 60-74 ans    | 16,6   |
| 20,4   | 45-59 ans    | 19,2   |
| 17,3   | 30-44 ans    | 16,3   |
| 17,2   | 15-29 ans    | 14,3   |
| 18,9   | 0-14 ans     | 17,4   |

| Hommes | Classe d’âge | Femmes |
| ------ | ------------ | ------ |
| 0,9    | 90 ou +      | 2,1    |
| 7      | 75-89 ans    | 9,5    |
| 16,2   | 60-74 ans    | 16,9   |
| 19,4   | 45-59 ans    | 18,7   |
| 18,2   | 30-44 ans    | 17,5   |
| 18,8   | 15-29 ans    | 17,6   |
| 19,5   | 0-14 ans     | 17,6   |

### Sports et loisirs
Ombrée d'Anjou, dispose de 7 terrains de football, 4 boulodromes, 2 courts de tennis, 1 centre équestre, 1 stade d'athlétisme (120 places en tribune), 1 piscine (2 bassins), 1 terrain de Swing-golf, 6 salles multisports (multisports, city-stade, gymnase), 1 salle de judo, 2 skate-parks, 2 pistes de bicross (dont 1 en Forêt d'Ombrée), une salle de pétanque de 30 terrains ainsi qu'un aérodrome.
Depuis 2018, la commune dispose d'un club de basketball, Ombrée d'Anjou Basket (OAB), fusion du BC Pouancé et l'EHA Basket.
Depuis 2022, un club de handball a vu le jour : Ombrée d’Anjou Handball.

## Culture locale et patrimoine

### Lieux et monuments
- Église Sainte-Madeleine de Pouancé.
- Église Saint-Aubin de Pouancé.

### Personnalités liées à la commune
- Thibaud de Pouancé (1280-1301), évêque de Dol de 1280 à 1301 et conseiller du Roi.
- Bertrand du Guesclin (~1320-1380), devint propriétaire du château médiéval de Pouancé en septembre 1379.
- Jean II d'Alençon (1409-1476), seigneur de Pouancé.
- Fernand Augereau (1882-1958), coureur cycliste est mort à Combrée.
- Marie Brémont (1886-2001), doyenne de l'humanité de novembre 2000 à sa mort, est née à Noëllet.
- Philippe de Hauteclocque (1902-1947), passa à Grugé-l'Hôpital pour s'y réfugier et y faire produire ses faux papiers.
- Gabriel Loire (1904-1996), artiste français, surtout connu pour ses vitraux.
- Louis Bessière (1915-1978), passionné de tradition et d'histoire angevine, fut le premier à prendre conscience de l'importance du château. Il commença à le restaurer seul, puis fut aidé de jeunes dans le cadre des chantiers « Bois Dormant » qu'il créa en 1964. Son action obtint le prix des monuments historiques puis le prix des Chefs-d'œuvre en péril. Collectionneur de céramiques, d'assiettes, de tableaux, de statuettes de la Vierge à l'Enfant, ainsi que de costumes traditionnels et d'objets retrouvés au château, il légua la totalité de sa collection, ainsi que le château, à la ville de Pouancé après sa mort en 1978.
- Yves Robert (1920-2002), cinéaste, a vécu une partie de son enfance à Pouancé.
- Adrien Tigeot (1923-1943), instituteur et résistant français, dont les parents habitaient La Chapelle-Hullin.
- Joseph Bossé (1946-), homme politique, né et originaire du Tremblay.
- Pascal Obispo (1965-), le chanteur, a étudié à l'Institution libre de Combrée.
- Typhaine Soldé (2002-), athlète handisport, a habitée et fait ses classes primaires et collège à Bel-Air de Combrée et Pouancé.
- La famille de Cossé-Brissac, propriétaire de la baronnie de Pouancé.
- La famille de Preaulx, à l'origine de la construction du Château de Tressé, et dont un des membres fut maire de Pouancé.
- La famille de Rougé, anciens propriétaires du Château de Tressé.

## Pour approfondir

#### Combrée
- Célestin Port, Dictionnaire historique, géographique et biographique de Maine-et-Loire et de l'ancienne province d'Anjou : A-C, t. 1, Angers, H. Siraudeau et Cie, 1965, 2e éd. (BNF 33141105, lire en ligne)

#### Pouancé
: document utilisé comme source pour la rédaction de cet article..
- Célestin Port, Dictionnaire historique, géographique et biographique de Maine-et-Loire et de l'ancienne province d'Anjou : N-R, t. 3, Angers, H. Siraudeau et Cie, 1989, 2e éd. (ISBN 2-85672-008-0).
- Céline Cornet, Usages historiques et environnement mental d'un château de marches du XIe au XXe siècle. La forteresse de Pouance (Maine-et-Loire), Maîtrise d'histoire, 2000.
- Henri Godivier, Histoire de Pouancé et des environs, Paris, le Livre d'histoire, 2006, 2e éd., 286 p..
- André Neau, Sur les chemins de l'Histoire, en Pays pouancéen, t. 1, Pouancé, 2010.
- André Neau, Sur les chemins de l'Histoire, en Pays pouancéen, t. 2, Pouancé, 2011.
- Alain Racineux, À travers l’histoire, au pays de Pouancé, Mayenne, 1983, 157 p..
- Peuplement, pouvoir et paysage sur la marche Anjou-Bretagne, Jean-Claude Meuret ; Société d'archéologie et d'histoire de la Mayenne, 1993.
- Pouancé, cité médiévale, Reflet, Patrimoine du Maine-et-Loire; conseil général 49, 2001.
- Le Pays Segréen, Patrimoine d'un territoire, Revue 303, 2009.
- Pierre Froger, Autrefois... chez nous : Livre de raison d'une Famille de l'Ouest, Angers : chez H. Siraudeau & Cie, 1950, 208 p.
- René Cintré, Les Marches de Bretagne au Moyen Âge : économie, guerre et société en pays de frontière (XIVe – XVe siècles), Pornichet, Jean-Marie Pierre, 1992, 238 p. (ISBN 2-903999-11-2)
- Pierre Joseph Odolant-Desnos, Mémoires historiques sur la ville d'Alençon et sur ses seigneurs, t. 2, 1787
- Odile Halbert, L'allée de la Héé, Odile Halbert, 2000